# Otakar I de Bohemia

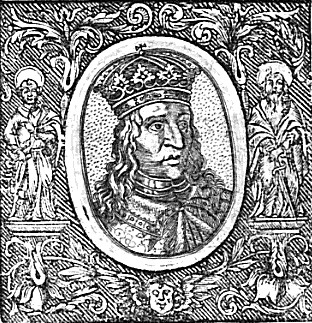
Otakar I

Otakar I (también llamado Ottokar o Přemysl I. Otakar) (1155 – 15 de diciembre de 1230), rey de Bohemia (1198-1230), era el hijo menor de Ladislao II y miembro de la casa de Přemyslid.

## Biografía
Sus primeros años los vivió en medio de la anarquía que prevalecía en todo el país. Después de varias luchas, en las que tomó parte, finalmente fue reconocido como el dirigente de Bohemia por el emperador Enrique VI en 1192.
Fue, sin embargo, derrocado pronto, por unirse a una conspiración de los príncipes alemanes para derrocar la monarquía Hohenstaufen. En 1197 Otakar obligó a su hermano, el duque Ladislao III Enrique, a abandonar Bohemia para él y a contentarse con Moravia.
Aprovechando la guerra civil alemana entre el reclamante Hohenstaufen Felipe de Suabia y el candidato welfo Otón IV, Otakar se declaró rey de Bohemia en 1198. Este título fue apoyado por Felipe de Suabia, que necesitaba apoyo militar checo contra Otón (1198).
En 1200 - con Otón IV en ascenso - Otakar abandonó su pacto con Felipe y se declaró por la facción welfa. Tanto Otón como el papa Inocencio III posteriormente aceptaron a Otakar como rey hereditario de Bohemia.

## Bula de Oro de Sicilia
La consiguiente invasión de Felipe a Bohemia fue un éxito. Otakar, después de haber sido obligado a pagar una multa, de nuevo se encontró entre los partidarios de Felipe y más tarde fue uno de los partidarios del joven rey, Federico II Hohenstaufen. En 1212 Federico concedió la Bula de Oro de Sicilia a Bohemia. Este documento reconoce a Otakar y sus herederos como reyes de Bohemia. El rey ya no estaba sujeto a nombramiento por el emperador y sólo estaba obligado a asistir a dietas cercanas a la frontera de Bohemia. Aunque súbdito del Imperio Romano, el rey de Bohemia iba a ser el principal príncipe electoral del imperio, y proveedor de todos los posteriores emperadores de una guardia personal de 300 caballeros, cuando fueran a Roma para su coronación.
El reinado de Otakar fue también notable por el inicio de la inmigración alemana en Bohemia y el crecimiento de las ciudades en lo que hasta ese momento habían sido tierras forestales. En 1226 Otakar fue a la guerra contra Federico II de Austria después de que éste rompió un acuerdo que habría visto la hija de Otakar (Santa Inés de Bohemia), casada con el hijo del emperador Federico II, Enrique II de Sicilia. Otakar entonces planeó para la misma hija, casarse con Enrique III de Inglaterra, pero fue vetado por el emperador, que sabía que Enrique era un rival de la dinastía de los Hohenstaufen. El propio emperador viudo quería casarse con Inés, pero para entonces ella ya no quería desempeñar un papel en un matrimonio arreglado. Con la ayuda del Papa, Inés entró en un convento.

## Matrimonio y descendencia
Otakar se casó por primera vez en 1178 con Adelaida de Meissen (después de 1160 - 2 de febrero de 1211), con quien tuvo los siguientes hijos:
1. Vratislav (antes de 1181 - después de 1225)
2. Dagmar de Bohemia (Margarita) (ca 1186 - 24 de mayo de 1213), casada con el rey Valdemar II de Dinamarca,
3. Božislava
4. Eduviges

En 1199, Otakar se divorció de su esposa Adelaida, miembro de la Casa de Wettin, con el fin de casarse con Constanza de Hungría (1181- 6 de diciembre de 1240),, la joven hija del rey Bela III de Hungría, con quien tuvo los siguientes hijos:
1. Vratislav (c. 1200 -?)[8]
2. Judith (- 2 de junio de 1230), casada con Bernhard von Spanheim, duque de Carintia[9]
3. Ana (Anna Lehnická) (1204 - 23 de junio de 1265), se casó con Enrique II de Silesia,[10]
4. Anežka
5. Wenceslao I de Bohemia (c. 1205- 23 de septiembre de 1253), rey de Bohemia[8]
6. Ladislao (Vratislav) (1207 - 18 de febrero de 1227) , Margrave de Moravia[8]
7. Přemyslid (Přemysl) (1209 - 16 de octubre de 1239), Margrave de Moravia, casado con Margarita de Andechs, hija del duque Otón de Merania[8]
8. Gugillermina de Bohemia (Vilemina Česká, Guglielmina Boema) (1210 - 24 de octubre de 1281)
9. Santa Inés de Bohemia (20 de enero de 1211 - 6 de marzo de 1282)